# Jabuka (gmina Sokolac)
Jabuka (cyr. Јабука) – wieś w Bośni i Hercegowinie, w Republice Serbskiej, w mieście Sarajewo Wschodnie, w gminie Sokolac. W 2013 roku liczyła 15 mieszkańców.